# Auricularia
Auricularia Bull. ex Juss. (1789) é um género de fungos gelatinosos da família Auriculariaceae que inclui cerca de 8 espécies com distribuição natural alargada. Estudos filogenéticos preliminares sugeram que a família Auriculariaceae é estreitamente aparentada com a família Exidiaceae, já que ambas partilham múltiplas características morfológicas.

## Descrição
Os fungos do género Auicularia apresentam corpos frutificantes ressupinados ou pileados, em forma de orelha ou concha ou formando estreitas brácteas imbricadas, frouxamente elásticos ou duros e gelatinosos. A superfície dos himénios é geralmente lisa, mas por vezes enrugada ou venosa, geralmente arroxeada. Os basídios são cilíndricos, com 1-3 septos transversos. Esporos estreitamente elipsóides a alantoides, hialinos, com superfície lisa.
A maior parte das espécies de Auricularia são comestíveis e por essa razão cultivadas para fins comerciais. A distribuição natural de Auricularia está centrada nas florestas dos Gates Ocidentais (Kerala) onde também foi reportada recentemente a presenla de Auricularia auricula-judae, Auricularia polytricha e Auricularia mesenterica.
Bernard Lowy, em 1951, produziu uma chave taxonómica para as espécies de Auricularia que dá ênfase à estrutura interna do esporocarpo, reduzindo a dependência de características morfológicas como a coloração, a forma e as dimensões, consideradas demasiado variáveis e excessivamente dependentes de factores como a idade do espécime, a exposição à luz e a disponibilidade de humidade. As características consideradas como mais fiáveis foram a presença ou ausência de medula (a parte composta essencialmente por hifas longitudinais), a sua espessura e morfologia, e o comprimento dos pêlos ab-himeniais. Estas características servem de base para a distinção entre espécies.

## Espécies
- A. americana
- A. auricula-judae
- A. cornea
- A. delicata
- A. fuscosuccinea
- A. mesenterica
- A. peltata
- A. polytricha
- A. sordescens